# Otão (prefeito do palácio)
Otão tornou-se mordomo do palácio da Austrásia (640-642/643), em sucessão a Pepino I, o Velho (639-640).
Segundo Fredegário, era filho de Urão; "Otto Quidam Filius Urones Domestici", servia na corte de Sigeberto III desde jovem, contestou a sucessão de Grimoaldo I (643-657), como prefeito do palácio em 640, e foi morto por Lotário, duque alemão "Leuthario duci Alamannorum", no décimo ano do reinado de Sigeberto III.